# Pietra di Bismantova
Pour les articles homonymes, voir Pietra.
La Pietra di Bismantova (la « pierre de Bismantova ») est une formation géologique de l'Apennin tosco-émilien, sur la commune de Castelnovo ne' Monti, pays qui se situe sur ses flancs en province de Reggio d'Emilie, à 45 kilomètres du chef-lieu Reggio d'Émilie. Elle se présente comme un étroit haut-plateau aux parois abruptes, qui se détache nettement dans le paysage des Apennins.

## Toponymie
Sur l’origine du nom Bismantova, plusieurs hypothèses furent avancées. Celle qui semble la plus plausible, fait le rapprochement du nom avec un toponyme d’origine byzantine, Oysàmbaton qui signifie « difficile à atteindre ». Au fil des années, la population a modifié le nom, déplaçant quelques voyelles et en ajoutant le préfixe bis pour arriver à la dénomination actuelle.

## Géographie

### Topographie
La fissuration et la fragmentation de cette formation, provoquées par l’érosion, ont laissé intacte l’actuelle portion de plateau rocheux, longue d'un kilomètre sur 240 mètres de large et à 300 mètres au-dessus de la plaine. L'altitude de la pietra (« pierre ») atteint 1 047 mètres.

### Géologie
La pietra est constituée d’une roche de grès jaunâtre posée sur une couche de marne, originaire des fonds marin de la période du Miocène. Cette pierre contient des restes fossilisés comme les mollusques et autres animaux typiques vivants sous climat tropical.

### Flore et faune
La partie plate de la roche est occupée, en grande partie, par des près (graminée), partiellement boisés. On note la présence d’arbustes tel le noisetier, le genévrier, l’aubépine, le genêt, le prunier et l’églantier. Dans la catégorie des arbres, on note la présence des chêne pubescent, chêne chevelu, érable, charme et tilleul. Sur les coteaux rocheux, diverses espèces végétales adaptées au milieu aride comme le thym.
Le haut-plateau est peuplé d’animaux sauvages comme le sanglier, le renard roux, le blaireau, le chevreuil, le lièvre, le hérisson, et quelques rapaces. Quelques loups ont fait leur apparition depuis peu.

## Histoire

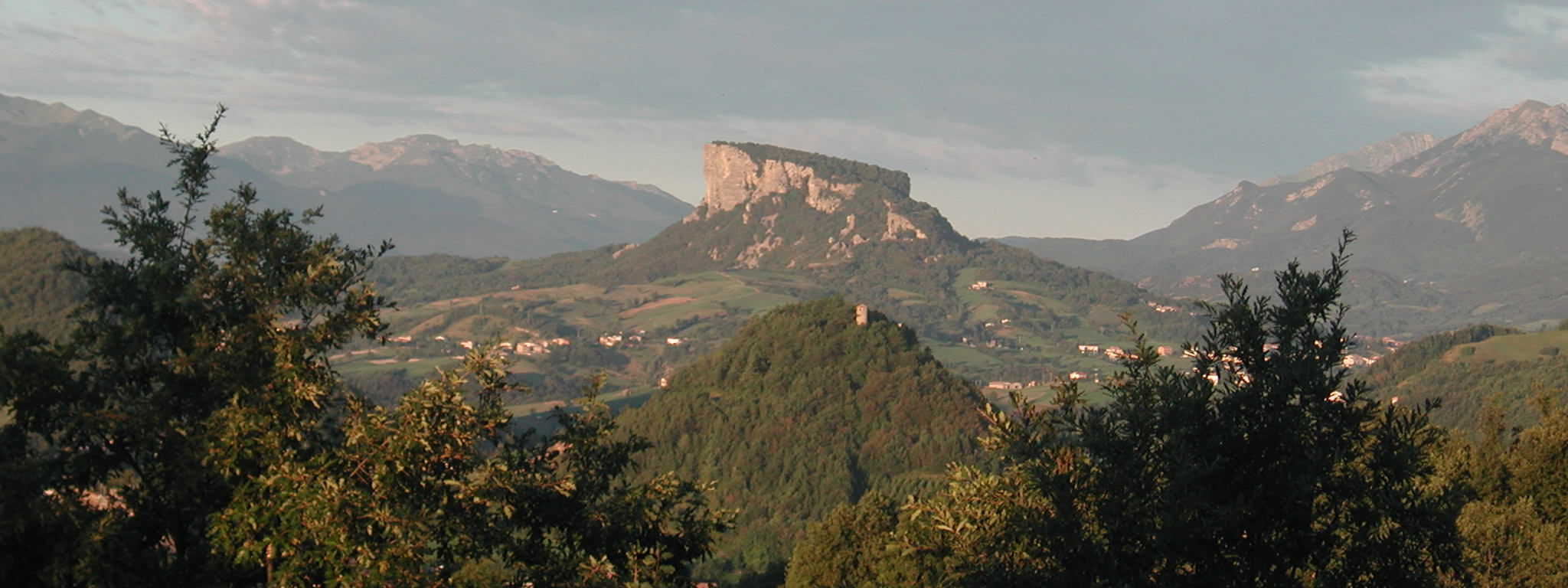
la Pietra vue du Mont Rosso, Carpineti

La découverte de quelques silex et fragments de céramiques atteste la présence humaine dans les temps plus antiques. À l’époque romaine, un château défensif fut édifié sur un des éperons rocheux, puis transformé à l’époque byzantine. De cette antique construction ne restent que des ruines médiévales encore visibles.
Le territoire fut le fief de la famille Dallo da Bismantova jusqu’au XVIe siècle, puis devint un domaine de la Maison d'Este. En 1859, il devint partie de la commune de Castelnovo ne' Monti. Les premières ascensions de l’époque moderne se font à partir du XXe siècle, quand furent tracés les voies et sentiers d’accès au site.

## Accès
Du parc automobile de la Piazza Dante, après quelques minutes de promenade sur route asphaltée jusqu’au refuge de la Pietra, le sentier mène au site. En fonction des besoins, divers parcours sont offerts avec plusieurs niveaux de difficulté. Du plus facile et accessible à tout public, jusqu’au plus sportif et habitués au trekking, le tout à travers des zones boisées et panoramiques.

## Culture populaire

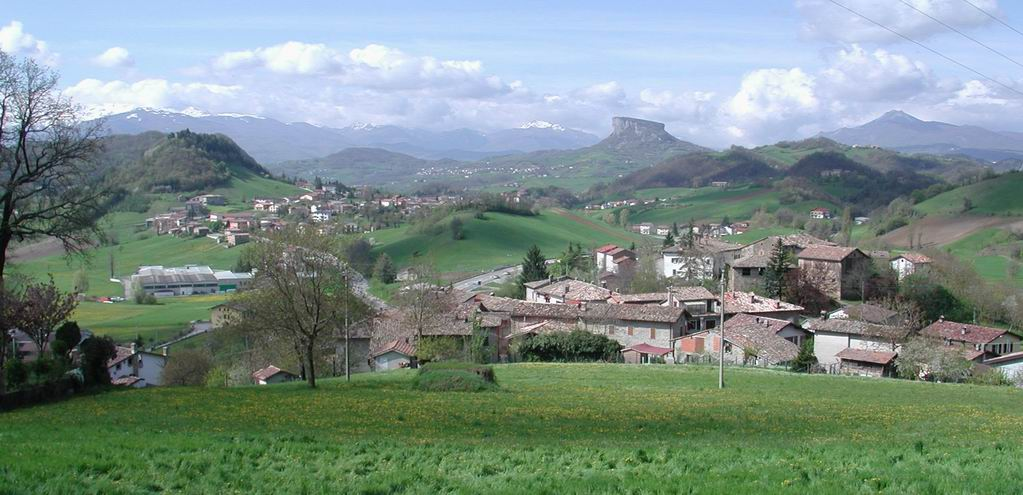
Image suggestive de la Pietra

- La Pietra di Bismantova fut escaladée et citée par Dante dans la Divine Comédie.
- Chanson Alla pietra consacrée par le groupe musical PGR.
- Chanson I prati di Bismantova consacrée par le groupe Modena City Ramblers.